# The World We Live In and Live in Hamburg
The World We Live In and Live in Hamburg (в переводе с англ. — «Наш мир и концерт в Гамбурге»)— первый видеорелиз группы Depeche Mode. Содержит почти полную запись концерта, прошедшего 14 декабря 1984 года в рамках тура в поддержку альбома Some Great Reward в Гамбурге, Германия.

## Об альбоме
В названии альбома обыгрываются строчки из песни «Somebody»: «She will listen to me, when I want to speak about the world we live in and life in general...».
Количество песен в альбоме отличается в разных регионах издания. На одних версиях их одиннадцать, на других — семнадцать. Версия с семнадцатью песнями была переиздана в 1999 году в Европе на VHS. В США выпускалась только версия с одиннадцатью песнями. На DVD данный видеоальбом официально не издавался.
Ещё две песни, исполнявшиеся на концерте в Гамбурге — «Puppets» и «Ice Machine» (обе написаны бывшим участником группы Винсом Кларком), должны были появиться на всех версиях данного релиза. Остаётся неясным, почему они так и не вошли в его окончательную версию.
Режиссёром съёмки выступил Клайв Ричардсон.
Запись песни «Photographic» из этого концертного видеоальбома в том же 1985 году была включена в сборник видеоклипов Some Great Videos.

## Список композиций
Песни, представленные на этом альбоме, написаны Мартином Гором, кроме следующих:
- «Two Minute Warning» и «If You Want» (Алан Уайлдер);
- «New Life», «Photographic», «Shout!» и «Just Can’t Get Enough» (Винс Кларк).

### Британская версия
| №   | Название                | Длительность |
| --- | ----------------------- | ------------ |
| 1.  | «Something to Do»       |              |
| 2.  | «Two Minute Warning»    |              |
| 3.  | «If You Want»           |              |
| 4.  | «People Are People»     |              |
| 5.  | «Leave in Silence»      |              |
| 6.  | «New Life»              |              |
| 7.  | «Shame»                 |              |
| 8.  | «Somebody»              |              |
| 9.  | «Lie to Me»             |              |
| 10. | «Blasphemous Rumours»   |              |
| 11. | «Told You So»           |              |
| 12. | «Master and Servant»    |              |
| 13. | «Photographic»          |              |
| 14. | «Everything Counts»     |              |
| 15. | «See You»               |              |
| 16. | «Shout!»                |              |
| 17. | «Just Can’t Get Enough» |              |

### Американская версия
| №   | Название                | Длительность |
| --- | ----------------------- | ------------ |
| 1.  | «Something to Do»       |              |
| 2.  | «If You Want»           |              |
| 3.  | «People Are People»     |              |
| 4.  | «Somebody»              |              |
| 5.  | «Lie to Me»             |              |
| 6.  | «Blasphemous Rumours»   |              |
| 7.  | «Told You So»           |              |
| 8.  | «Master and Servant»    |              |
| 9.  | «Photographic»          |              |
| 10. | «Everything Counts»     |              |
| 11. | «Just Can’t Get Enough» |              |

## Варианты издания
| Формат            | Страна (регион) | Лейбл     | Каталожный № | Дата выхода |
| ----------------- | --------------- | --------- | ------------ | ----------- |
| VHS               | Великобритания  | Virgin    | VVD 063      | 1985        |
| Betamax           | Великобритания  | Virgin    | VVD 063      | 1985        |
| VHS (переиздание) | Европа          | Mute Film | MF 021       | 1999        |
| VHS               | США             | Sire      | 38107-3      | 1985        |
| LD                | США             | Sire      | 38107-6      | 1985        |